# Mott the Hoople
Mott the Hoople byli anglická rock and rollová a glam rocková hudební skupina se silnými R&B kořeny, působící v 70. letech. Proslavili se písničkou All the Young Dudes, kterou pro ně napsal jejich fanoušek David Bowie, který se v roce 1972 objevil na stejnojmenném albu skupiny.

## Historie

### Začátky
V roce 1968 založili Mick Ralphs, Verden Allen, Pete "Overend" Watts a Dale "Buffin" Griffin skupinu Silence, která hrála v Herefordu v Anglii. Když v roce 1969 přibrali sólového zpěváka Stana Tippense, skupina nahrála první písničky v Rockfield Studios v Monmouth, Walesu. Brzy poté, co vstoupil do skupiny, se Stan zranil , takže nebyl schopen pokračovat jako zpěvák. Skupina podepsala kontrakt s Island Records, přestěhovala se do Londýna aby nahrávala s Guy Stevensem jako producentem.
Stevens změnil jméno skupiny na Mott the Hoople, podle stejnojmenného románu od Willarda Manuse. Kniha je o excentrikovi, který se rozhodl ukončit spojení své existence s cirkusovým šílenstvím. Skupina naverbovala nového zpěváka a hráče na piano, Iana Huntera. Tippens se pak stal zájezdovým managerem skupiny. Jejich debutové album, Mott the Hoople (1969), bylo kultovním
úspěchem a jejich repertoár, včetně nezapomenutelných cover verzí Laugh at Me (Sonny Bono) a instrumentální verze skladby You Really Got Me (The Kinks).
Druhé album, Mad Shadows (1970), se špatně prodávalo a obdrželo převážně negativní kritiku, stejně jako Wildlife (1971). Následující album, Brain Capers (1971), se již prodávalo dobře a skupina tak prolomila počáteční neúspěch.

## Diskografie

### Mott the Hoople singly
- "Rock and Roll Queen" / "Backsliding Fearlessly" (1969)
- "Midnight Lady" / "It Must Be Love" (1971)
- "Downtown" / "Home Is Where I Want to Be" (1971)
- "All the Young Dudes" / "One of the Boys" (1972) – #3
- "One of the Boys" / "Sucker" (1972) – #96
- "Sweet Jane (Mott the Hoople version)" / "Jerkin Crocus" (1972) – (nebylo v UK vydáno)
- "Honaloochie Boogie" / "Rose" (1973) – #12
- "All the Way from Memphis" / "Ballad of Mott the Hoople (March 26, 1972 - Zürich)" (1973) – #10
- "Roll Away the Stone" / "Where Do You All Come From" (1973) – #8
- "The Golden Age of Rock 'n' Roll" / "Rest in Peace" (1974) – #16
- "Foxy, Foxy" / "Trudi's Song" (1974) – #33
- "Saturday Gigs" / "Jerkin' Crocus/Sucker/Violence" (1974) – #41

### Mott the Hoople alba
- Mott the Hoople (1969) – UK #66
- Mad Shadows (1970) – UK #48
- Wildlife (1971) – UK #44
- Brain Capers (1971) – did not chart
- All the Young Dudes (1972) – UK #21 / U.S. #89
- Mott (1973) – UK #7 / U.S. #35
- The Hoople (1974) – UK #11 / U.S. #28
- Live (1974) – UK #32 / U.S. #23

### Mott alba
- Drive On (1975) – #35
- Shouting and Pointing (1976} – neumístilo se

### British Lions alba
- British Lions (1977) – U.S. #83
- Trouble with Women (nahráno 1978, vydáno 1982) – neumístilo se

## Publikace
- Guinness Book of British Hit Singles - 16th Edition. ISBN 0-85112-190-X
- Guinness Book of British Hit Albums - 7th Edition. ISBN 0-85112-619-7
- Guinness Rockopedia - ISBN 0-85112-072-5
- Martin C. Short (2001). The Great Rock Discography - 5th Edition. ISBN 1-84195-017-3